# جورج غيير
جورج غيير (بالألمانية: Georg Geyer)‏ هو إحاثي وجيولوجي نمساوي، ولد في 20 فبراير 1857، وتوفي في 25 فبراير 1936.